# Bonamia alternifolia
Bonamia alternifolia är en vindeväxtart som beskrevs av J.H. Jaume St.-hilaire. Bonamia alternifolia ingår i släktet Bonamia och familjen vindeväxter. Inga underarter finns listade i Catalogue of Life.